# 테바 파마수티컬스
테바 파마수티컬스(Teva Pharmaceuticals)는 이스라엘 텔아비브에 본사를 둔 이스라엘의 다국적 제약 기업이다. 주로 복제약을 전문으로 한다. 테바 파마수티컬스는 미국의 화이자를 잠시나마 넘었을 때 최대의 제네릭 제약사이기도 했다.
테바의 시설들은 이스라엘, 북아메리카, 유럽, 오스트레일리아, 남아메리카에 위치해 있다. 테바는 텔아비브 증권거래소에 상장되어 있다. 이 기업은 PhRMA의 일원이다.

## 제약 제품
- 아바카비르
- 복제약
- 플루오로유라실
- 알프라졸람
- 아미카신
- 황산염
- 아미트리프틸린
- 아목시실린
- 아리피프라졸
- 아타자나비르
- 아토목세틴
- 아토바스타틴
- 아목시실린/클라불란산
- 아자티오프린
- 아지트로마이신
- 비소프롤롤
- 블레오마이신
- 부프로피온
- 부스피론
- 칼시트리올
- 세팔렉신
- 시클로스포린
- 시프로플록사신
- 시탈로프람
- 세티리진
- 이소트레티노인
- 클래리스로마이신
- 클로나제팜
- 클로자핀
- 코데인
- 시클로스포린
- 다우노루비신
- 디아제팜
- 다이하이드로코데인
- 독소루비신
- 염화 수소
- 에피루비신
- 나트륨
- 에스시탈로프람
- 에스트라디올
- 펜타닐
- 필그라스팀
- 피나스테리드
- 플루니트라제팜
- 플루코나졸
- 플루옥세틴
- 플루복사민
- 가바펜틴
- 할로페리돌
- 카프르산
- 하이드록시클로로퀸
- 이다루비신
- 드로스피레논
- 라모트리진
- 칼슘
- 레보노르게스트렐
- 로자탄
- 로라제팜
- 메토트렉세이트
- 메틸페니데이트
- 미르타자핀
- 날트렉손
- 날록손
- 나프록센
- 올란자핀
- 오메프라졸
- 설피린
- 옥시코돈
- 프레가발린
- 프레드니솔론
- 살부타몰
- 모다피닐
- 쿠에티아핀
- 살부타몰
- 실데나필
- 설트랄린
- 심바스타틴
- 트리메토프림
- 타달라필
- 타목시펜
- 테모달
- 테노포비르 디소프록실
- 테르비나핀
- 테스토스테론
- 토피라메이트
- 트라마돌
- 트라조돈
- 우르소데옥시콜산
- 벤라팍신
- 와파린
- 졸피뎀
- 조니사마이드

## 같이 보기
- 이스라엘의 경제